# ملی‌گرایی مالایی

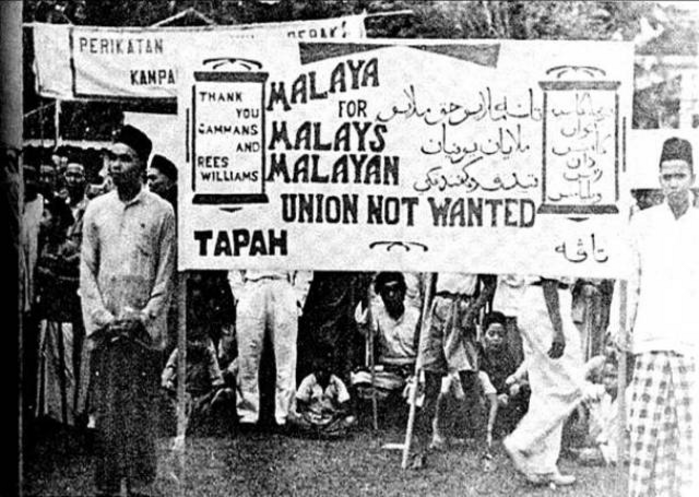
اعتراض به خاطر ایجاد اتحادیه مالایا

ملی‌گرایی قدیم مالایی (به انگلیسی: Early Malay nationalism) (مالایی: Semangat Kebangsaan Melayu Jawi: سماڠت کبڠساان ملایو) یا ملی‌گرایی مالایی، به ملی‌گرایی اشاره دارد که بیشتر بر مبارزه ضداستعماری مالایی‌ها متمرکز شده بود و با انگیزه آرمان ملی‌گرایی ایجاد یک ملت مالایی (بانگسا ملایو،Bangsa Melayu) شکل گرفته بود. اهداف اصلی آن پیشرفت و حفاظت هویت مالایی با ویژگی: دین (اسلام)، زبان (مالایی)، و سلطنت (حاکمان مالایی) بود. همچون دوران قبل از اشغال که پاسخی مستقیم به حضور استعماری اروپا و هجوم جمعیت مهاجر خارجی در مالایا از اواسط قرن نوزدهم است.
ریشه ملی‌گرایی مالایی به پایان قرن نوزدهم بازمی‌گردد ولی به شکل یک جنبش سیاسی سازمان یافته و متحد وجود نداشت. مفهوم برتری مالایی (کتوانان ملایو، ketuanan Melayu) در آن دوران تا حد زیادی بی ربط بود، زیرا چینی‌ها و هندی‌ها که به‌طور تقریبی نیمی از جمعیت را تشکیل می‌دادند، خود را شهروند مالایا نمی‌دانستند. یک گزارش ارائه شده توسط معاون وزیر امور خارجه بریتانیا در مورد مستعمرات در اوایل دهه ۱۹۳۰ نشان داد که «تعداد افراد غیر مالایی که مالایا را به عنوان خانه خود پذیرفته‌اند، یک نسبت بسیار کمی از کل جمعیت است».